# Anthoflata fortunata
Anthoflata fortunata är en insektsart som först beskrevs av Ronald Gordon Fennah 1941.  Anthoflata fortunata ingår i släktet Anthoflata och familjen Flatidae. Inga underarter finns listade i Catalogue of Life.